# Прудовой (Ростовская область)
Прудовой — посёлок в Зерноградском районе Ростовской области России.
Входит в состав Зерноградского городского поселения.

## География

### Улицы
- ул. Мира,
- ул. Молодёжная,
- ул. Октябрьская,
- ул. Платова,
- пер. Крупской,
- пер. Советский.

## Население
| 2010 |
| ---- |
| 298  |